# Angra 3
Angra 3 es la tercera de las centrales nucleares que compone la Central Nuclear Almirante Álvaro Alberto, localizada en la playa de Itaorna y que está en fase construcción. Como Angra 2, dispondrá de un reactor de agua presurizada (Pressurized Water Reactor), una potencia de 1.405 MW y el proyecto está siendo ejecutado por la compañía Siemens/KWU, actual Areva NP. Después de haber sido paralizada en la década de 1980, se anunció la reanudación de los trabajos para septiembre de 2008, según el ministro de Minas y Energía, Edison Lobão.

## Historia
Según las autoridades, aproximadamente el 60-70% de los materiales necesarios para la construcción de esta nueva central nuclear fueron adquiridos conjuntamente con la compra de los materiales de Angra 2. El equipamiento es mantenido in situ, habiendo sido los gastos de R$ 600 millones en la fase inicial, y proyectados más R$ 8.400 millones, de los cuales un 70% serán bienes nacionales.
Paralizada en 1986, las obras de conclusión de Angra 3 fueron incluidas en el Programa de Aceleração do Crescimento (PAC). La obra recibió licencia de instalación del Instituto Brasileño del Medio Ambiente y de los Recursos Naturales Renovables (IBAMA) y licencia de construcción preliminar de la CNEN.
El inicio oficial de las obras fue el 1 de junio de 2010. Debería haber entrado en operación seis años más tarde, de acuerdo con los plazos del Gobierno Federal, aunque ya en 2011, en el Plan Decenal de Expansión de Energía 2020, la previsión de puesta en funcionamiento se aplazaba para 2018.

## Cronograma de Obras
| Meses | Marcha del cronograma                                              |
| ----- | ------------------------------------------------------------------ |
| 1º    | Inicio de la concreción del laje de fondo del edificio del reactor |
| 9º    | Inicio del montaje de la esfera de contención                      |
| 17º   | Inicio del montaje eléctrico                                       |
| 32.º  | Acondicionamiento del sistema eléctrico auxiliar                   |
| 46.º  | Acondicionamiento de los sistemas en el edificio del reactor       |
| 56.º  | Inicio de la 1ª. operación en caliente                             |
| 63.º  | 1ª. Criticalidad                                                   |
| 66.º  | Conclusión                                                         |
| 67.º  | Inicio de las operaciones comerciales                              |

Hasta 30 de noviembre de 2011, cerca de 40% del volumen total de cemento estructural ya fue ejecutado, representando aproximadamente un 20% del progreso de las obras civiles de Angra 3. El montaje eletromecánico se encuentra en fase de licitación.

## Controversia
Proyecto polémico, tiene en sus defensores el argumento que es económicamente competitiva, contar con combustible abundante en Brasil lo que es importante dentro del concepto de seguridad energética, además de no ser fuente emisora de gases de efecto invernadero.
Cálculos hechos por técnicos del Operador Nacional del Sistema indican que el coste marginal meso para la expansión del sistema hidrelétrico es de aproximadamente R$ 80/MWh, mientras el coste de generación de Angra 3 está en torno a R$ 144/MWh. Pero, las recientes subastas de venta de energía nueva realizados por la Cámara de Comercializacao de Energía Eléctrica - CCEE indican que los nuevos emprendimientos de energía renovable, como PCHs, eólicas y fábricas de biomasa, presentan costes similares a la tarifa proyectada de Angra 3, evidenciando su competitividad.
La playa donde se localiza la fábrica, Itaorna, que en guaraní significa "piedra podrida", sufre constantes deslizamientos de tierra, lo que generó diversas críticas sobre la elección. La Eletronuclear se defiende diciendo que diversos estudios fueron hechos, y que el principal factor de elección fue la localización equidistante de centros urbanos de Río de Janeiro, São Paulo y Belo Horizonte. además de la proximidad litoral, pues el agua es necesaria como agente refrigerante.